# Radicaal 123
Radicaal 123 is een van de 29 van de 214 Kangxi-radicalen dat bestaat uit zes strepen.
In het Kangxi-woordenboek zijn er 156 karakters die dit radicaal gebruiken.

## Karakters met het radicaal 123

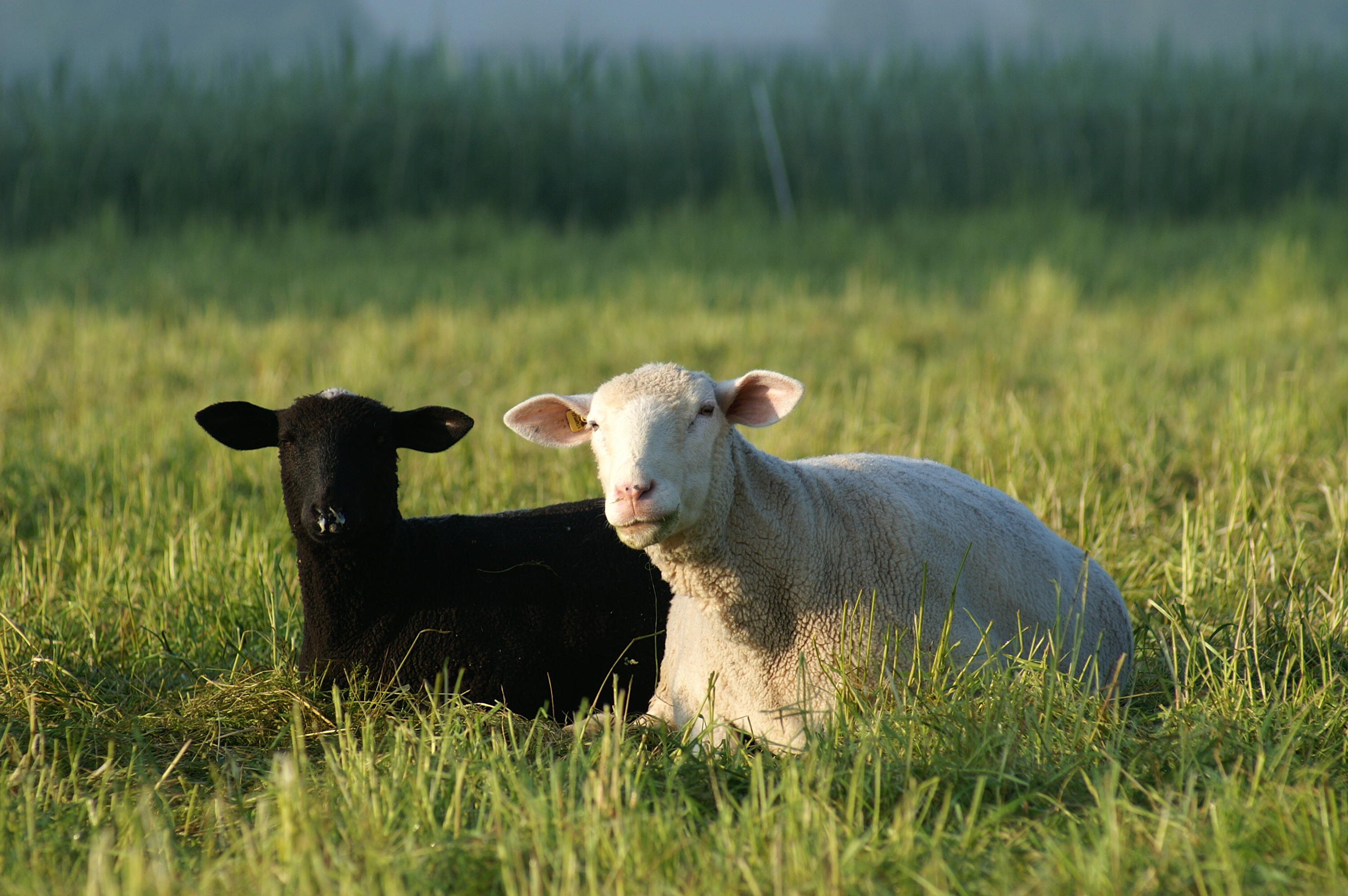
Schapen

| Strepen | Karakter                |
| ------- | ----------------------- |
| + 0     | 羊                      |
| + 1     | 羋                      |
| + 2     | 羌                      |
| + 3     | 羍 美 羏 羐 羑          |
| + 4     | 羒 羓 羔 羕 羖 羗 羘 羙 |
| + 5     | 羚 羛 羜 羝 羞 羟       |
| + 6     | 羠 羡 羢                |
| + 7     | 羣 群 羥 羦 羧 羨 義 羪 |
| + 8     | 羫                      |
| + 9     | 羬 羭 羮 羯 羰          |
| + 10    | 羱 羲                   |
| + 12    | 羳 羴 羵                |
| + 13    | 羶 羷 羸 羹             |
| + 14    | 羺                      |
| + 15    | 羻 羼                   |

Orakelbotkarakter
Bronskarakter
Groot zegelkarakter
Klein zegelkarakter